# Naďa Profantová
Naďa Profantová (Prága, 1962. január 4. –) cseh régésznő.

## Élete
A prágai Régészeti Intézet munkatársa, ill. a Hradec Králové-i Egyetem Régészeti Tanszékének külső előadója.
Elsősorban kora középkorral foglalkozik, számos cikket közölt a csehországi avar és honfoglaló leletek előfordulását illetően.
Ásatásokat végzett többek között: Roztoky u Prahy, Klecany u Prahy, Libice nad Cidlinou–Kanín.

## Művei
- 1992 Awarische Funde aus den Gebieten nördlich der awarischen Siedlungsgrenzen. In: F. Daim (Hrsg.): Awarenforschungen II. Wien, 605-778.
- 1995 Sámova říše. Praha. ISBN 80-200-0420-3. (tsz. Michal Lutovský)
- 1996 Kněžna Ludmila - vládkyně a světice, zakladatelka rodu. Praha. ISBN 80-902129-4-8.
- 1997 On the archaeological evidence for Bohemian elites of the 8th-9th century. In: Čaplovič, D. - Doruľa, J. (Red.): Central Europe in 8th-10th Centuries. Bratislava, 105-114.
- 1997 Ein Hortfund von Eisengegenständen aus Plužná, Kreis Mladá Boleslav. In: J. Klápště/ P. Sommer (eds.): Život v archeologii středověku. Praha, 514-519.
- 1999 Velké dějiny zemí Koruny české I. Praha. ISBN 80-7185-265-1. (tsz. Marie Bláhová, Jan Frolík)
- 2000/2004 Encyklopedie slovanských bohů a mýtů. Praha. ISBN 80-7277-011-X. ISBN 80-7277-219-8. (tsz. Martin Profant)
- 2003 Mikulčice - pohřebiště u 6. a 12. kostela. Brno. ISBN 80-86023-55-9. (tsz. Blanka Kavánová)
- 2003 Ďalší kovové nálezy z hradiště Kal, okr. Jičín. Archeologie ve středních Čechách 7, 2003, 541-552.
- 2005 Počátky raného středověku v Čechách - archeologický výzkum sídelní aglomerace kultury pražského typu v Roztokách. Praha. ISBN 80-86124-51-7. (tsz.)
- 2008 Problém interpretace staromaďarských nálezů v Čechách. In: Štefanovičová, T./ Hulínek, D. (zost.): Bitka pri Bratislave v roku 907 a jej význam pre vývoj Stredného Podunajska. Bratislava, 149-168.
- 2008 The Middle Avar Period and the Problem of a "Cultural Change" at the End of the Seventh Century North of the Avar Khaganate. Antaeus 29-30, 215-232.
- 2010 Awarische Funde in der Tschechischen Republik – Forschungsstand und neue Erkentnisse. Acta Archaeologica Carpathica XLV, 203-270.
- 2011 Karolinské importy a jejich napodobování v Čechách, případně na Moravě (konec 8. – 10. století). In: Turčan, V. (Zost.): Karolínska kultúra a Slovensko. Zborník Slovenského národného múzea – Archeológia Supplementum 4. Bratislava, 71-104.